# Tridentella quinicornis
Tridentella quinicornis är en kräftdjursart som beskrevs av Delaney och Brusca 1985. Tridentella quinicornis ingår i släktet Tridentella och familjen Tridentellidae. Inga underarter finns listade i Catalogue of Life.